# Degiasmacc
Il degiàsmacc (in amarico ደጅአዝማች, däǧʾäzmač), abbreviato in degiàc (ደጅአች), è il più antico titolo dignitario militare e uno dei titoli più antichi della corte degli imperatori dell'Etiopia, equivalente al titolo di conte, che ricopriva l'incarico di governatore della provincia.
Dal 1930, il titolo di degiasmacc usato dall'esercito imperiale etiopico fu equiparato al grado militare di colonnello generale, con il ruolo di comandare il corpo centrale dell'esercito che comprendeva l'avanguardia, il corpo centrale, l'ala sinistra, l'ala destra e la retroguardia.

## Funzione e privilegi

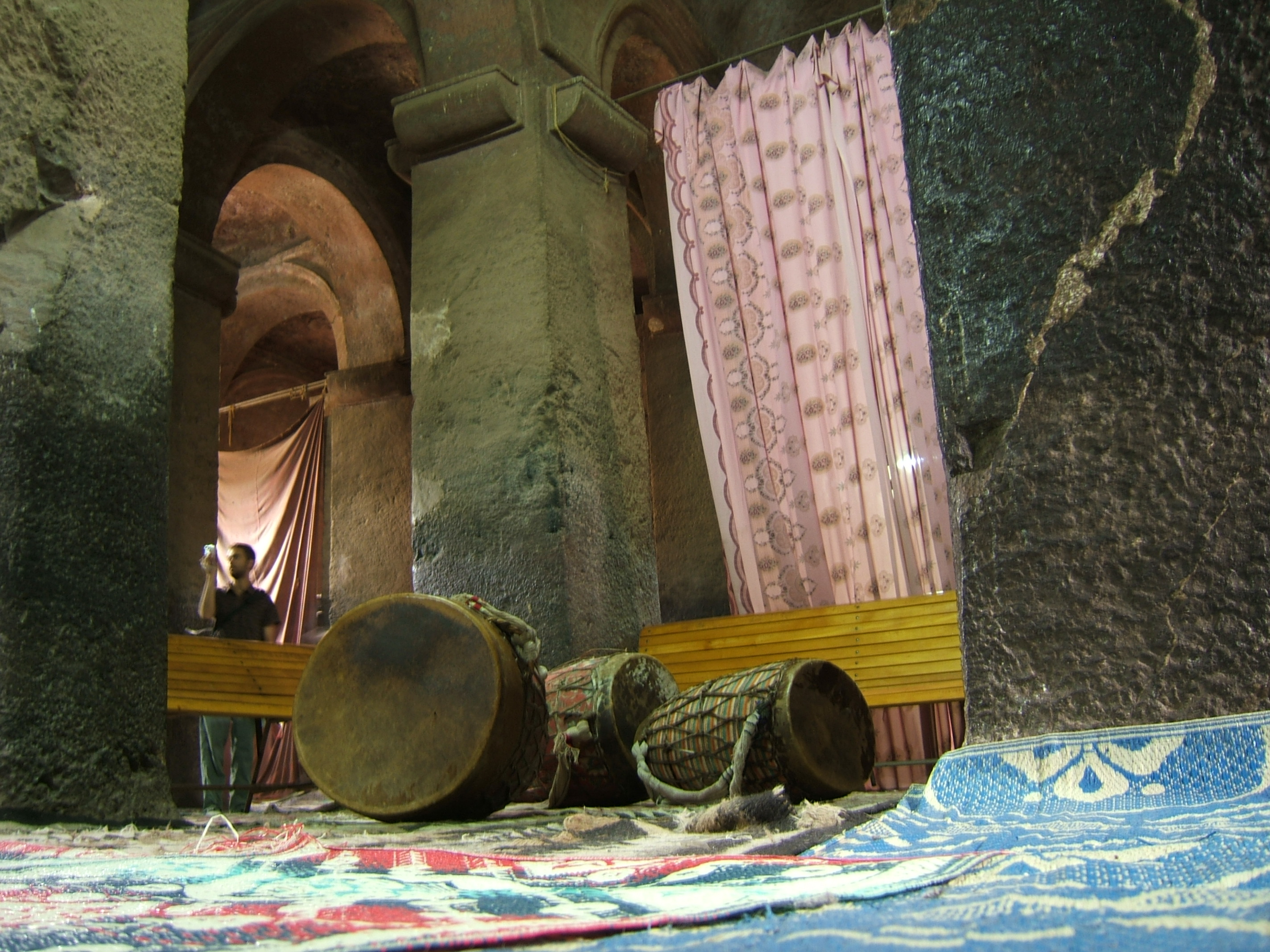
Alcuni tamburi negarit

La parola degiasmacc risale al periodo in cui gli imperatori etiopici non avevano ancora una residenza permanente e indicava il generale o comandante delle truppe assegnate alla sorveglianza dell'ingresso alla tenda imperiale.
Nella gerarchia dei titoli nobiliari etiopici il degiasmacc era di rango inferiore rispetto al ras.
Il degiasmacc comandava la Kebur Zabagna, cioè le truppe che proteggevano la tenda dell'imperatore. Dal 1800 il titolo venne assegnato ai più grandi feudatari dell'impero imperiale. Nel XX secolo il titolo di degiasmacc divenne puramente onorifico.
Il degiasmacc aveva diritto a ricevere dodici negarit (tamburo di guerra di grandi dimensioni, simbolo del potere imperiale), uno per ciascuna provincia dominata dal degiasmacc medesimo. Il governatore della provincia del Begemder era sempre considerato il primo fra i degiasmacc; più tardi questo riconoscimento gerarchico fu esteso anche dai governanti delle province di Sidamo e Balé.
Gli eredi del leul (in amarico: ልዑል, le'ul, letteralmente principe di sangue imperiale) venivano chiamati leul degiasmacc, per distinguerli da quelli sprovvisti di sangue blu.